# استفانیا سالومینی
استفانیا سالومینی (ایتالیایی: Stefania Salvemini؛ زادهٔ ۲۴ اکتبر ۱۹۶۶) بازیکن زن بسکتبال اهل ایتالیا بود. وی در بازی‌های المپیک تابستانی ۱۹۹۲ شرکت کرده‌است.